# غوشنة فيرجينية
غوشنة فيرجينية (الاسم العلمي: Morchella virginiana) هي نوع من الفطريات يتبع جنس الغوشنة من الفصيلة الغوشنية.